# Circle Chart
A Circle Chart (hangul: 써클차트; rr: Sseokeul-chateu), anteriormente conhecida como Gaon Music Chart ou Gaon Chart (hangul: 가온차트; rr: Gaon-chateu), tabula a relativa popularidade semanal de músicas e álbuns na Coreia do Sul. É produzida pela Korea Music Content Association e patrocinada pelo Ministério da Cultura, Esportes e Turismo da Coreia do Sul. Fundada em 2010.única parada de discos reconhecida pela indústria da música na Coreia do Sul. 

## História

Logo da Gaon

A Gaon Chart foi lançada em fevereiro de 2010 pela Korea Music Content Association, sob o patrocínio do Ministério da Cultura, Esportes e Turismo da Coreia do Sul, com o objetivo de criar uma tabela nacional doméstica semelhante aos gráficos da Billboard dos Estados Unidos e da Oricon do Japão. A palavra gaon, que significa "meio" ou "centro" em coreano, foi escolhida para representar justiça e confiabilidade. A tabela começou a rastrear as vendas desde o início daquele ano. Uma pequena cerimônia de premiação foi realizada em conjunto com a cerimônia de lançamento em 23 de fevereiro, no hotel Westin Chosun em Seul. O girl group Girls' Generation foi premiado com o Melhor Artista de Janeiro, a boy band Super Junior ganhou o Melhor Álbum de 2009, e "We Fell In Love" de Jo Kwon e Gain ganhou o Melhor Toque Semanal para Celular.
Em fevereiro de 2011, Gaon publicou informações de vendas de álbuns online e offline para 2010, incluindo uma análise detalhada dos dados das paradas online. Esta foi a primeira vez que as vendas de álbuns off-line foram lançadas desde 2008, quando a Associação da Indústria Musical da Coreia parou de compilar dados.
Em 7 de julho de 2022, a Gaon Chart foi renomeada como Circle Chart. Uma nova tabela global de K-pop foi introduzida juntamente com a retenção de tabelas existentes. A Gaon Chart Music Awards também foi renomeada para Circle Chart Awards.

## Tabelas musicais

### Tabelas de música
| Título da tabela   | Tipo da tabela                         | Número de posições | Metodologia de classificação                                                                               |
| ------------------ | -------------------------------------- | ------------------ | --- |
| Global K-pop Chart | streaming                              | 200                | - Uso mundial de streaming de K-pop                                                                        |
| Digital Chart      | streaming + download + música de fundo | 200                | - Tabela de popularidade da música padrão da Coreia do Sul                                                 |
| Streaming Chart    | streaming                              | 200                | - Volume de uso de streaming na Coreia do Sul - Uma das três tabelas componentes da Digital Chart          |
| Download Chart     | download                               | 200                | - Volume de vendas de download na Coreia do Sul - Uma das três tabelas componentes da Digital Chart        |
| BGM Chart          | música de fundo                        | 200                | - Volume de vendas de música de fundo na Coreia do Sul - Uma das três tabelas componentes da Digital Chart |

### Tabelas de álbum
| Título da tabela   | Número de posições | Metodologia de classificação                                                                              |
| ------------------ | ------------------ | --- |
| Album Chart        | 100                | - Volume de distribuição de álbum (fita, LP, CD, USB, KiT, álbum de plataforma, etc.)                     |
| Retail Album Chart | 50                 | - Vendas totais de álbuns off-line em lojas de varejo (fita, LP, CD, USB, KiT, álbum de plataforma, etc.) |

### Outras tabelas de música
| Título da tabela   | Número de posições | Metodologia de classificação                                   |
| ------------------ | ------------------ | -------------------------------------------------------------- |
| Singing Room Chart | 200                | - Número de vezes que a música foi tocada em karaokês          |
| Bell Chart         | 100                | - Ranking de toques das operadoras de celular da Coreia do Sul |
| Ring Chart         | 100                | - Ranking de toques das operadoras de celular da Coreia do Sul |

## Tabelas sociais
A Circle Social Chart é uma tabela semanal que classifica os 50 artistas de K-pop mais populares usando dados do YouTube, TikTok, Mubeat e Mycelebs.
A Gaon Weibo Chart foi uma tabela semanal que classificou os 10 grupos de K-pop mais populares e os 30 artistas individuais de K-pop mais populares na China usando dados do Weibo.

## Certificação
Em abril de 2018, a Korea Music Content Association introduziu certificações de gravação de música para álbuns, downloads e streaming. As certificações de álbuns são concedidas com base nos números de remessa fornecidos pelas gravadoras e distribuidores. As certificações de download e streaming são concedidas a músicas baseadas em dados online fornecidos por provedores de música baseados na web. Álbuns e músicas lançados a partir de 1 de janeiro de 2018 são elegíveis para certificação.

### Álbum
| Limites por prêmio | Limites por prêmio | Limites por prêmio | Limites por prêmio | Limites por prêmio |
| Platina            | 2× Platina         | 3× Platina         | Milhão             | 2× Milhão          |
| ------------------ | ------------------ | ------------------ | ------------------ | ------------------ |
| 250,000            | 500,000            | 750,000            | 1,000,000          | 2,000,000          |

### Download
| Limites por prêmio | Limites por prêmio | Limites por prêmio | Limites por prêmio |
| Platina            | 2× Platina         | 3× Platina         | Diamante           |
| ------------------ | ------------------ | ------------------ | ------------------ |
| 2,500,000          | 5,000,000          | 7,500,000          | 10,000,000         |

### Streaming
| Limites por prêmio | Limites por prêmio | Limites por prêmio | Limites por prêmio |
| Platina            | 2× Platina         | 3× Platina         | Bilhão             |
| ------------------ | ------------------ | ------------------ | ------------------ |
| 100,000,000        | 200,000,000        | 300,000,000        | 1,000,000,000      |

## Premiação
- Circle Chart Music Awards